# Rydel Lynch
Rydel Mary Lynch (n. 9 august 1993) este o cântăreață, actriță de televiziune, muziciană, instrumentalistă și dansatoare americană. Ea este una dintre membrii fondatori a formației americane de pop rock, R5, pe care a format-o cu frații săi Riker, Ross, Rocky și prietenul lor de familie/toboșarul trupei, Ellington Ratliff.

## Viața personală
Rydel Mary Lynch, născută pe 9 august 1993 în Littleton, Colorado, este fiica lui Stormie și Mark Lynch.  Ea este al doilea cel mai mare copil și singura fată dintre cei cinci copii Lynch. Ea a învățat să cânte la clape, pian și la tamburină, și a luat, de asemenea, lecții de dans. Lucrurile sale favorite sunt; culoarea roz, parfumul „Pink Sugar” și supereroul Thor. Lynch a apărut în numeroase reclame. Este de asemenea vară cu Derek și Julianne Hough. Lynch are origini din diferite țări ca Irlanda, Marea Britanie, Danemarca, și chiar și din Franța, Germania, Scoția, și Wales.
Când erau mai mici, Rydel și frații săi organizau show-uri pentru familia lor în subsolul casei și le cereau măcar un dolar ca să le urmărească spectacolele. Ei cântau mereu și erau tot timpul împreună. Când fratele mai mare, Riker, a împlinit 16 ani, a decis că vrea să se mute la Los Angeles ca să își poată urma visul de a deveni un actor. Părinții lor au decis să se mute cu toată familia acolo ca să poată rămâne împreună. După aceasta, Rydel a apărut în diferite reclame și chiar s-a alăturat unui studio de dans, unde copii Lynch l-au întâlnit pe Ellington Ratliff.

## Cariera

### Cariera de actriță
Lynch și-a făcut debutul ca actriță în Sunday School Musical ca o membră a Crossroads Choir. Ea a apărut și în filmul School Gyrls, în care a jucat o majoretă, împreună cu fratele său Riker Lynch. Lynch a apărut de asemenea în A Day as Holly's Kids ca copilul lui Holly #2. De asemenea, Rydel a apărut în episodul „Pilot” al serialului de televiziune Bunheads, în care a jucat o showgirl din Vegas. Rydel a vorbit despre Bunheads cu Teen Ink, „I’m one of the dancers and if it gets picked up, it’ll air on ABC Family.” („Eu sunt una dintre dansatoare, iar dacă show-ul ajunge la un întreg sezon, atunci va fi difuzat pe ABC Family”.), spuse Lynch.

### Cariera cu R5
În 2009, R5 a fost formată de Rydel, frații ei Riker, Rocky, Ross și prietenul lor de familie Ellington Ratliff, iar fratele lor mai mic, Ryland, fiind managerul lor. În aprilie 2012, R5 au semnat un contract cu Hollywood Records. Ei au fost într-un turneu de 10 zile, numit West Coast Tour, în care ea cânta regulat un cover a piesei lui Carly Rae Jepsen, „Call Me Maybe”. La începutul lui 2013, R5 a lansat un EP cu patru cântece intitulat Loud.
Primul album al formației, Louder a fost lansat pe data de 24 septembrie 2013. Rydel a spus despre album: “We wanted to put out a fun album” („Noi am vrut să facem un album distractiv”). Rydel a fost de asemenea, vocea principală în cântecul „Never” de pe EP-ul de debut al formației, Ready, Set, Rock și „Love Me Like That”, de pe albumul Louder. Cântecul este descris ca un „cheerleader hip-hop jammer” și un „irezistibil track de petrecere care are mult ritm și un pic de blues”. Cântecul a primit multe recenzii pozitive. R5 au mers în al cincelea turneu intitulat Louder Tour, unde Rydel cânta regulat „Love Me Like That” și în același turneu a cântat coveruri a unor cântece precum duetul „Sleeping with a Friend” de Neon Trees împreună cu Ellington Ratliff. Rydel împreună cu R5 au câștigat un premiu special numit Radio Disney Showstopper la premiile Radio Disney Music Awards în 2014.
Pe data de 22 iulie 2014, R5 și-au lansat al treilea EP intitulat Heart Made Up On You. Rydel are de asemena, un cântec care se află pe al doilea album al formației. De asemenea, R5 au apărut în videoclipul pentru „Heard It On The Radio”, ca formația lui Austin Moon (Ross Lynch).

## Influențe
Rydel a spus că cele mai mari influențe muzicale ale sale sunt All Time Low, Neon Trees și The Script. Rydel a spus de asemenea că formațiile ei favorite sunt Neon Trees și Walk the Moon.

## Filmografie
| An   | Titlu                 | Rol                        | Note                                            |
| ---- | --------------------- | -------------------------- | ----------------------------------------------- |
| 2008 | Sunday School Musical | membru al Crossroads Choir |                                                 |
| 2009 | School Gyrls          | Majoretă                   |                                                 |
| 2011 | A Day as Holly's Kids | Copilul lui Holly #2       |                                                 |
| 2012 | Bunheads              | Vegas Showgirl             | (necreditată) , „Pilot” (Sezonul 1, Episodul 1) |
| 2014 | Violetta              | Ea însăși                  | Apariție specială cu R5                         |